# Gdynia

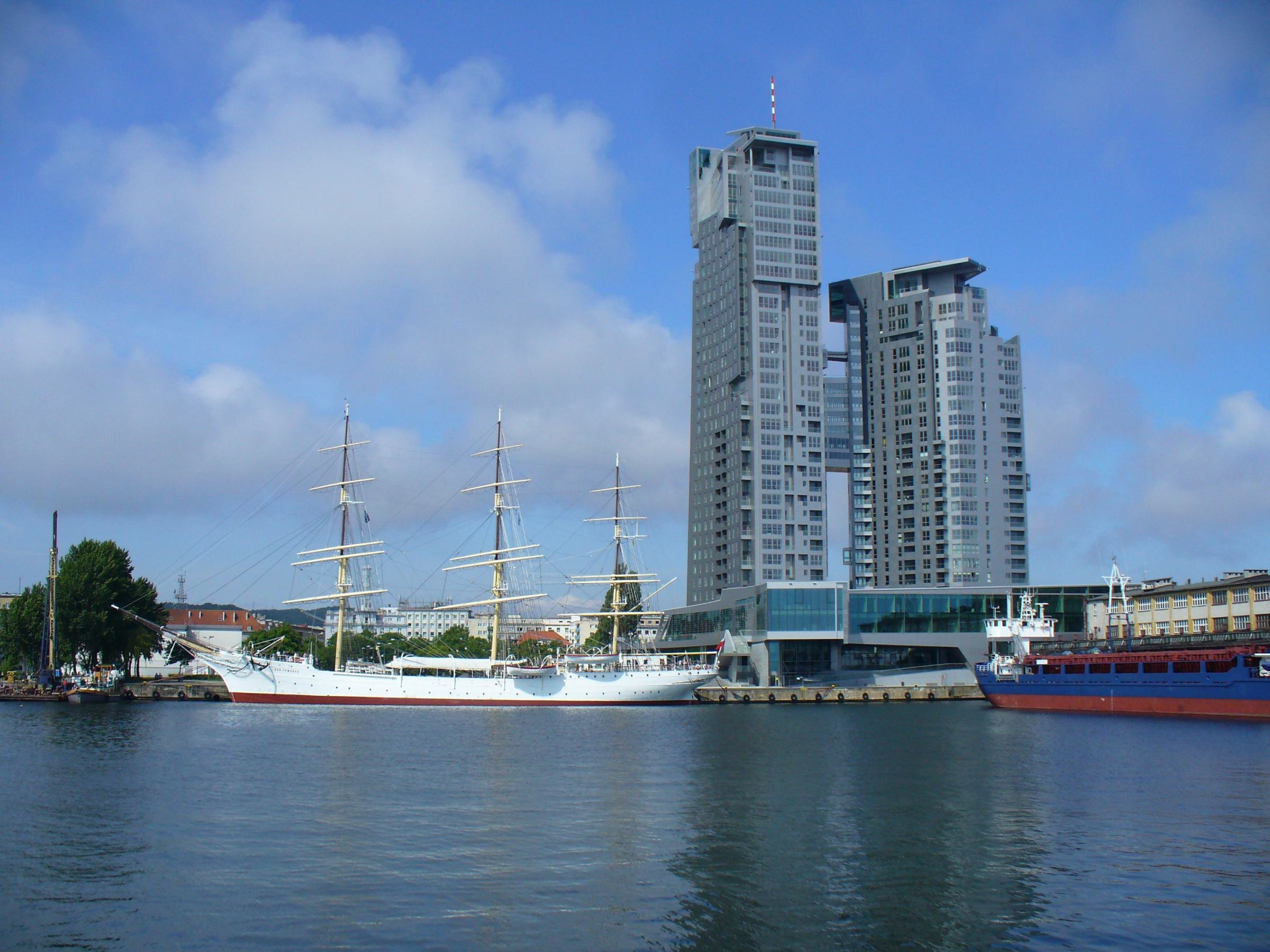
SeaTowers i Gdynia.

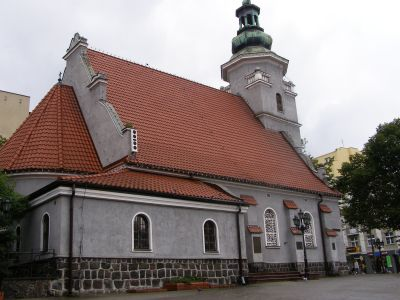

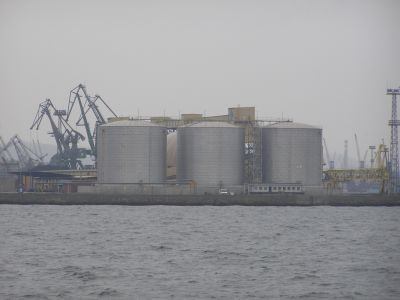

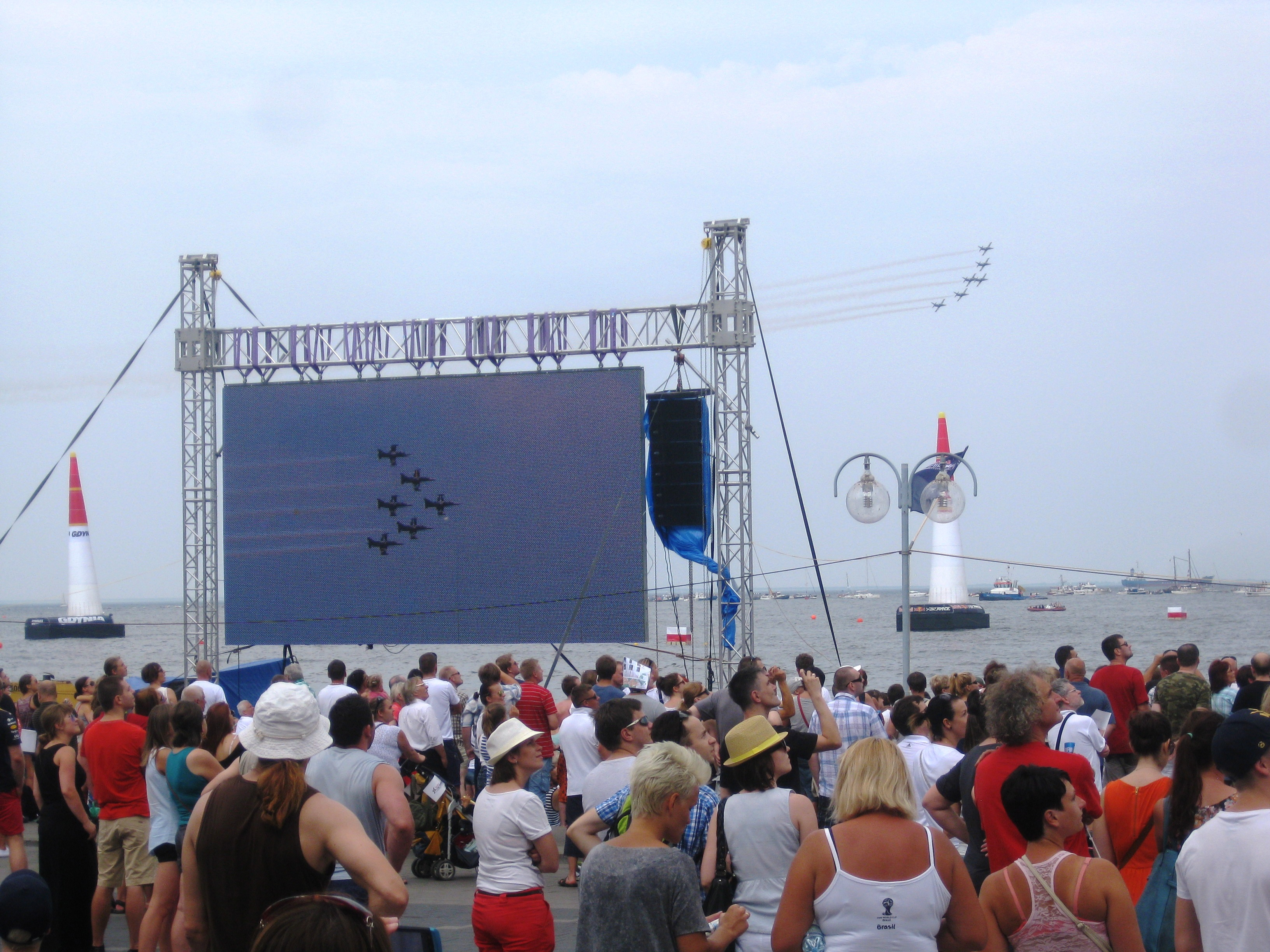
Red Bull Air Race Gdynia - 2014

Gdynia (uttalas /gdɨɲia/; kasjubiska: Gdiniô, tyska: Gdingen, under andra världskriget Gotenhafen) är en hamnstad i norra Polen, vid Östersjön. Staden har cirka 250 000 invånare. Gdynia är en del av en konurbation med staden Sopot, staden Gdańsk och förortsområden, som tillsammans bildar ett storstadsområde kallat Trójmiasto (på svenska "Trestaden") med en befolkning på över en miljon människor.

## Historia
Första gången namnet Gdynia nämndes var 1253, då det syftade på en kasjubisk fiskeby i hertigdömet Pommerellen. Oksywie, som nu är en del av Gdynia, omnämndes ännu tidigare, 1209. Där byggdes den första kyrkan vid den polska kusten. 1380 gav ägaren till byn som blev Gdynia, Peter från Rusocin, byn till cistercienserorden, så under åren 1382–1772 tillhörde Gdynia det cisterciensiska klostret i Oliwa. 1789 fanns endast 21 hus i byn.
1870 hade byn Gdingen omkring 1 200 invånare, och var då inte en fattig fiskeby som den ibland beskrivs som. Den var en populär turistort med flera värdshus, restauranger, kaféer, flera tegelhus och en liten hamn med en brygga för små handelsskepp. Efter Versaillesfreden 1919 blev orten tillsammans med andra delar av det tidigare tyska  Västpreussen en del av den nya republiken Polen, inklusive en kort kuststräcka, den polska korridoren. Kuststräckan hade dock ingen hamn för stora fartyg, och regionens centrum Danzig och dess omgivning, som förklarades som Fria staden Danzig under Nationernas förbund, var endast delvis under Polens kontroll.

### Byggandet av hamnen
Beslutet att bygga en stor hamn vid byn Gdynia togs av Polens regering på vintern 1920 på grund av den fientliga inställningen från myndigheterna i Danzig (Gdańsk) och hamnarbetarna mot militärtransporter till Polen under det polsk-sovjetiska kriget (1919–1920). Hamnbyggandet inleddes 1921, men på grund av finansiella svårigheter utfördes det långsamt och med avbrott. Arbetet påskyndades efter att sejmen antagit en lag om hamnbygge i Gdynia 23 september 1922. 1923 hade en 550 meter lång brygga, 175 meter av en vågbrytare av trä, och en liten hamn byggts. Den 23 april 1923 skedde en invigningsceremoni av Gdynia som provisorisk militär hamn och fiskeort, och det första större fartyget anlände 13 augusti 1923.
För att snabba på byggandet undertecknade den polska regeringen i november 1924 ett kontrakt med fransk-polska konsortiet för hamnbygget i Gdynia, som vid slutet av 1925 hade byggt en liten sju meter djup hamn, den södra kajen, en del av den norra kajen och en järnväg, samt beställt utrustning för omlastningar. Arbetena gick dock långsammare än förväntat. Arbetstakten ökade först efter maj 1926 på grund av en ökning i Polens exporter till sjöss, ekonomiskt välstånd, det tysk-polska handelskriget som förlade det mesta av Polens utrikeshandel till havet, samt tack vare den polske industri- och handelsministern Eugeniusz Kwiatkowskis personliga engagemang. Till slutet av 1930 hade hamnbassänger, bryggor, vågbrytare och många industriella anläggningar (såsom depåer, omlastningsutrustning och en risförädlingsfabrik) byggts eller påbörjats. 
Omlastningarna ökade från 10 000 ton (1924) till 2 923 000 ton (1929). Vid denna tid var Gdynia endast specialiserad hamn för kolexport. Under åren 1931–1939 utvidgades Gdynias hamn till att bli en allomfattande hamn. 1938 var Gdynia den modernaste och största hamnen vid Östersjön, och den tionde största i Europa. Omlastningarna ökade till 8,7 miljoner ton, vilket utgjorde 46% av Polens utrikeshandel. 1938 började skeppsvarvet i Gdynia bygga sitt första havsskepp, Olza.

### Byggandet av staden
Staden byggdes senare än hamnen. År 1925 inrättades en särskild kommitté för byggandet av staden. Gdynias expansionsplaner utformades och stadsrättigheter utfärdades 1926 och året efter infördes skatteprivilegier för investerare. Staden började växa betydligt efter 1928 och befolkningen växte snabbt till över 120 000 år 1939. 
1930 öppnades i Gdynia en avdelning kopplad till Östersjöinstitutet i Toruń. Denna avdelning fick i uppgift att forska om det polska arvet i Pommern.

### Gdynia underandra världskriget(1939–1945)
Staden och hamnen ockuperades i september 1939 av nazisterna och fick det nya tyska namnet Gotenhafen efter goterna (fastän det gamla tyska namnet var Gdingen, som inte hade någon anknytning till goterna). Ungefär 50 000 polska medborgare utvisades till Generalguvernementet och deras hem beslagtogs av tyska inflyttare. Hamnen gjordes till en tysk marinbas. Skeppsvarvet utvidgades 1940 och gjordes till en lokal avdelning av ett varv i Kiel (Deutsche Werke Kiel A.G.). Den blev en viktig tysk marinbas och utsattes för flera flyganfall av de allierade från 1943 och framåt, men fick inga större skador. Hamnen förstördes till stor del av retirerande tyska trupper 1945 (90% av byggnaderna och utrustningen förstördes) och tillträdet till hamnen blockerades av den tyska slagkryssaren Gneisenau.
Staden var också plats för det nazistiska koncentrationslägret Gotenhafen, ett underläger till koncentrationslägret Stutthof.

### Gdynia efter andra världskriget
28 mars 1945 erövrades Gdynia av sovjetiska trupper och tilldelades Polen (Vojvodskapet Gdańsk).
1948 spelades den svenska filmen Främmande hamn in i staden. Filmen ger intressanta miljöskildringar om hur staden såg ut precis efter andra världskriget.
1970 skedde liksom i många andra kuststäder i Polen ett upplopp i staden. En varvsarbetare från Gdynia som sköts ihjäl av militärpolisen kallades "Janek Wisniewski" i en känd sång av Maciej Cholewa.
Huvudgatan i staden är uppkallad efter Janek Wisniewski, och samma person förekommer i Andrzej Wajdas film Järnmannen som Mateusz Birkut. I verkligen hade mannen dock ett annat namn.

## Ekonomi
Några företag som har sina huvudkontor i Gdynia:
- Stocznia Gdynia, Polens största skeppsvarv
- PROKOM SA, Polens största IT-företag
- Två banker, Gdynski Bank Komunalny och Nordea,
- Några sjöfartslinjer.

### Gdynias hamn
- Omlastningar:
  - 1924 10 000 ton
  - 1929 2 923 000 ton
  - 1938 8 700 000 ton
  - 2002 9 365 200 ton
    - Containrar 252 247 TEU (#2 på Östersjön)
    - Passagerare 364 202
- Sedan 1996 har hamnen daglig färjeförbindelse med Karlskrona, trafikerad av Stena Line. Idag (2008)[uppdatering behövs] går det tre färjor om dagen i vardera riktningen på linjen (med undantag av måndag, fredag resp lördag då det bara går två).
- Sedan 2010 färjeförbindelse med Helsingfors tre gånger i veckan, med Finnlines.

## Sevärdheter
Gdynia är en jämförelsevis modern stad där man inte hittar många historiska byggnader. Den äldsta byggnaden i Gdynia är Sankt Mikael Ärkeängels kyrka i Oksywie från 1200-talet. Det finns också en nygotisk herrgård från 1600-talet på gatan Folwarczna i Orłowo.
Många besökare till Gdynia letar efter lämningar av stadens senare historia. I hamnen finns två museiskepp, jagaren ORP Blyskawica och fregatten Dar Pomorza Tall Ship. Gdynia är också känt för sina många exempel på tidig 1900-talsarkitektur, särskilt monumentalism och tidig funktionalism.

## Vänorter
- Rustavi, Georgien
- Karlskrona, Sverige